# Look At Me
Look at Me är en sång av John Lennon, utgiven 1970 på albumet John Lennon/Plastic Ono Band. Den skrevs under The Beatles ("The White Album") perioden någon gång 1967-1968. Men användes inte förrän Lennon släppte sin debutskiva. Annorlunda versioner finns på John Lennon Anthology och Acoustic.

## Musiker
- John Lennon – sång, akustisk gitarr